# نينوفر أصفر
نينوفر أصفر أو نوفار أصفر (الاسم العلمي:Nuphar lutea) هو نوع من النباتات يتبع جنس النينوفر من الفصيلة النيلوفرية.

## معرض الصور

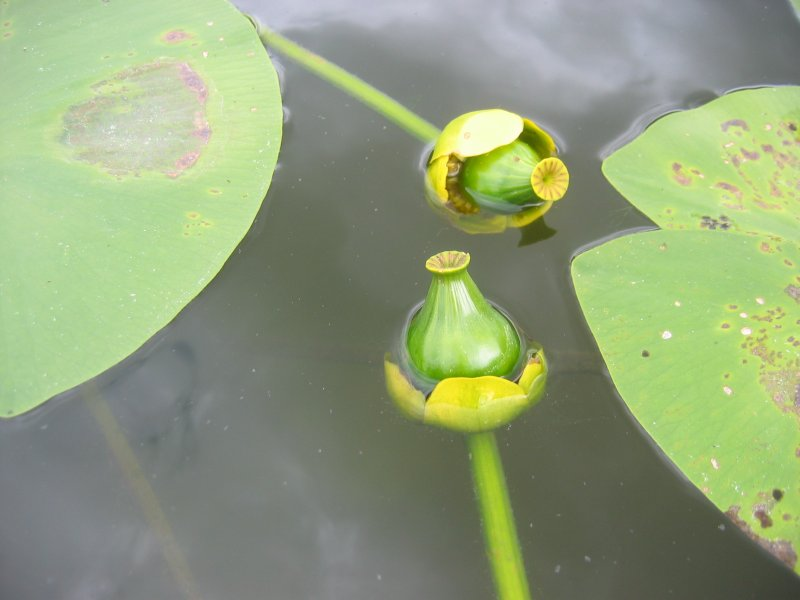
الثمرة
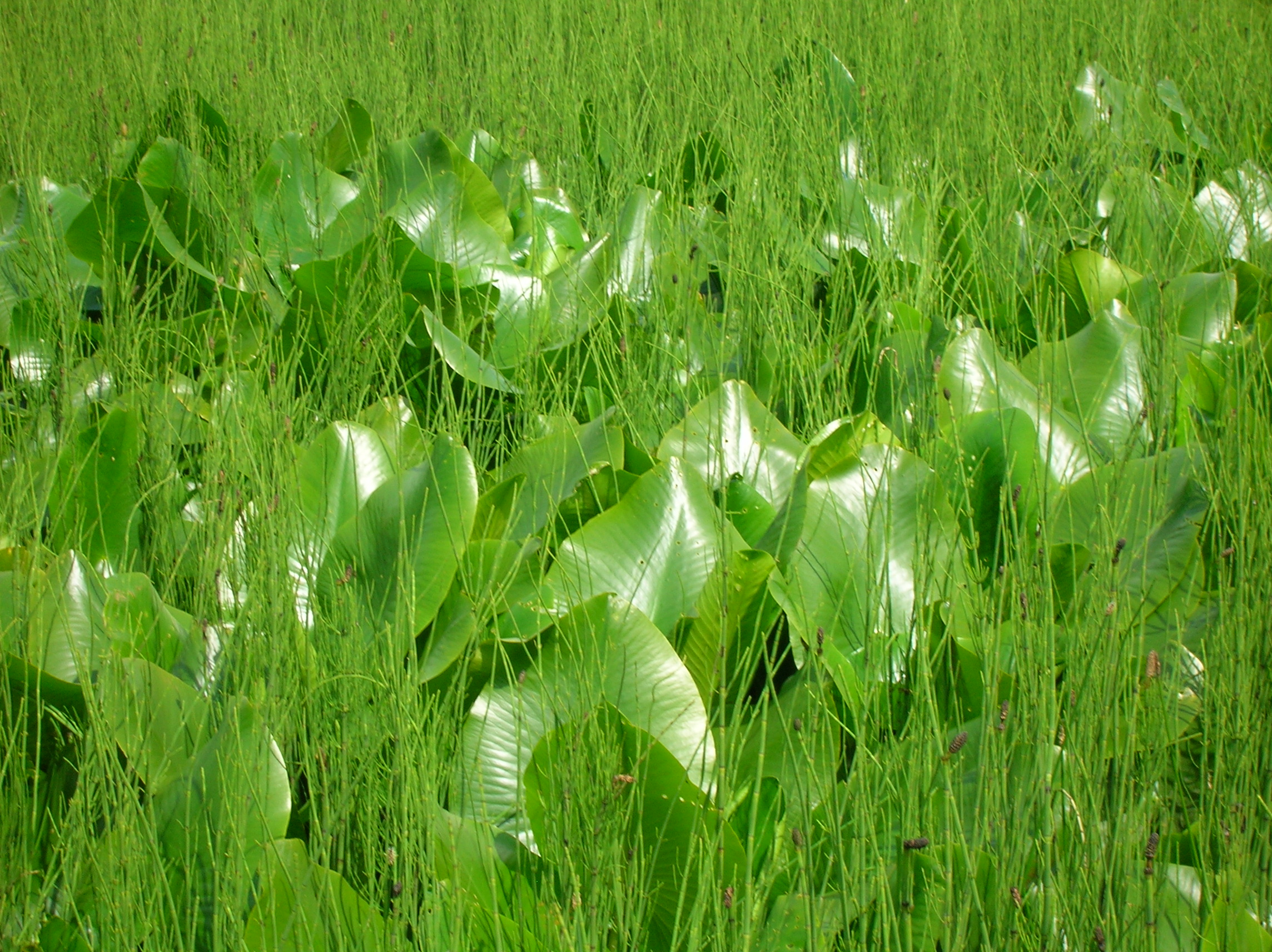
في شمال إيرشير، إسكوتلندا
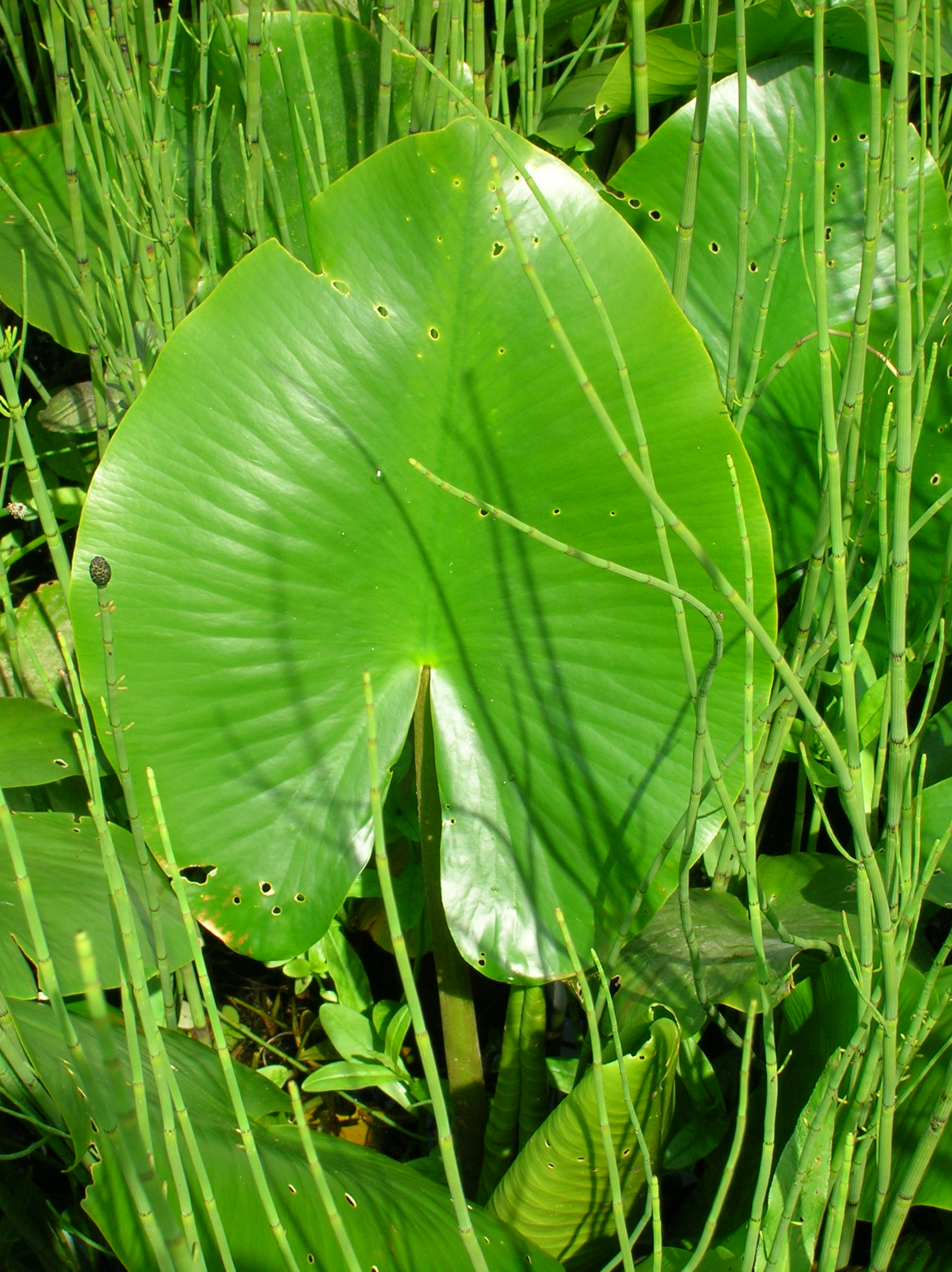
تركيب الورقة المفصل
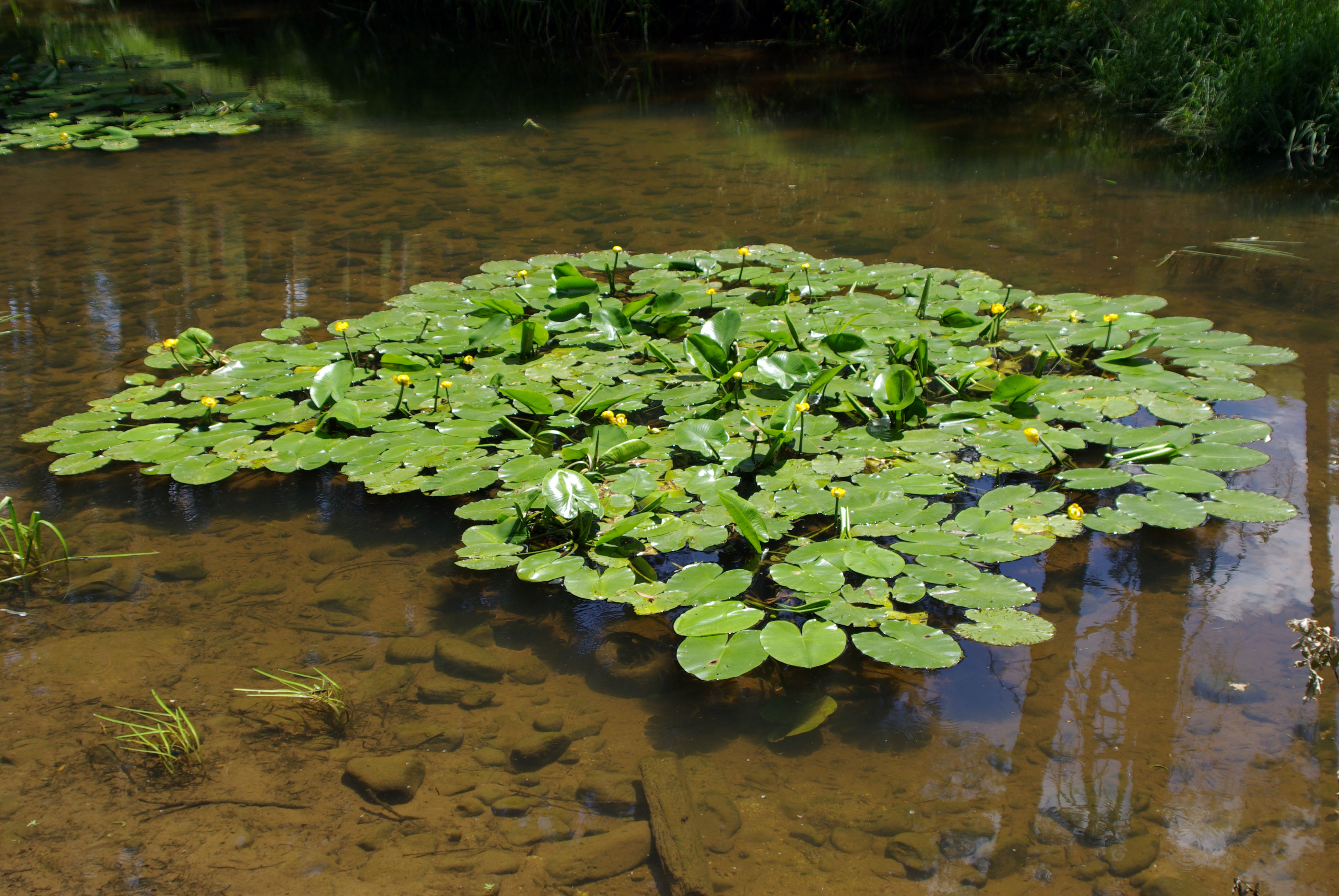
في نهر أرلنزا، عند جبال سييرا دي لا ديمندا، مقاطعة برغش في إسبانيا